# Маричалар-и-Бурбон, Филипп де
Филипп Хуан де Тодос дос Сантос де Маричалар-и-Бурбон (исп. Felipe Juan de Todos los Santos de Marichalar y Borbón; род. 17 июля 1998, Мадрид) — сын инфанты Елены, герцогини де Луго и Хайме Маричалара. Занимает четвёртое место в линии наследования испанского престола.

## Биография
Филипп де Маричалар-и-Бурбон родился 17 июля 1998 года в семье инфанты Елены, герцогини де Луго и её супруга Хайме Маричалара; был крещён 4 октября 1998 года на мессе, которую возглавил архиепископ Мадридский.
Филипп де Маричалар-и-Бурбон получал образование в колледже Сан-Патрисио, откуда в возрасте 12 лет был переведён родителями в Коттесморскую школу (Западный Суссекс). Вернувшись в Испанию, в 2011 году поступил в Колледж Санта-Мария дель Пилар, где получал образование в течение трёх лет. Летом 2014 года поступил в Епископальный Колледж Саграда-де-Фамилия, где обучался целый год.
В сентябре 2015 года Филипп отправился в США, где обучался в нескольких учебных заведениях, включая Военную академию Калвера. Помимо этого получил образование в Колледже международных исследований, где изучал деловое администрирование и менеджмент.
В январе 2023 года Филипп переехал в ОАЭ, где проживает его дед, бывший король Хуан Карлос I.